# Museo Municipal Lula Pérez-Marçaginé
El Museo Municipal Lula Pérez-Marçaginé es un museo situado en la localidad de Marçà, Calle de Dalt, 58, (Priorato). Expone la obra escultórica del artista de Marçà Marçel·lí Giné (1918-2006) y de su esposa Lula Pérez. También exhibe la obra pictórica del marzoalense Josep Sancho Piqué de principios del XX.